# Barisey-la-Côte
Barisey-la-Côte är en kommun i departementet Meurthe-et-Moselle i regionen Grand Est (tidigare regionen Lorraine) i nordöstra Frankrike. Kommunen ligger i kantonen Colombey-les-Belles som tillhör arrondissementet Toul. År 2022 hade Barisey-la-Côte 270 invånare.

## Befolkningsutveckling
Antalet invånare i kommunen Barisey-la-Côte
| Referens: INSEE |